# S&W M29
S&W M29（Smith&Wesson Model.29）とは、アメリカのスミス&ウェッソン社が開発した回転式拳銃である。

## 特徴

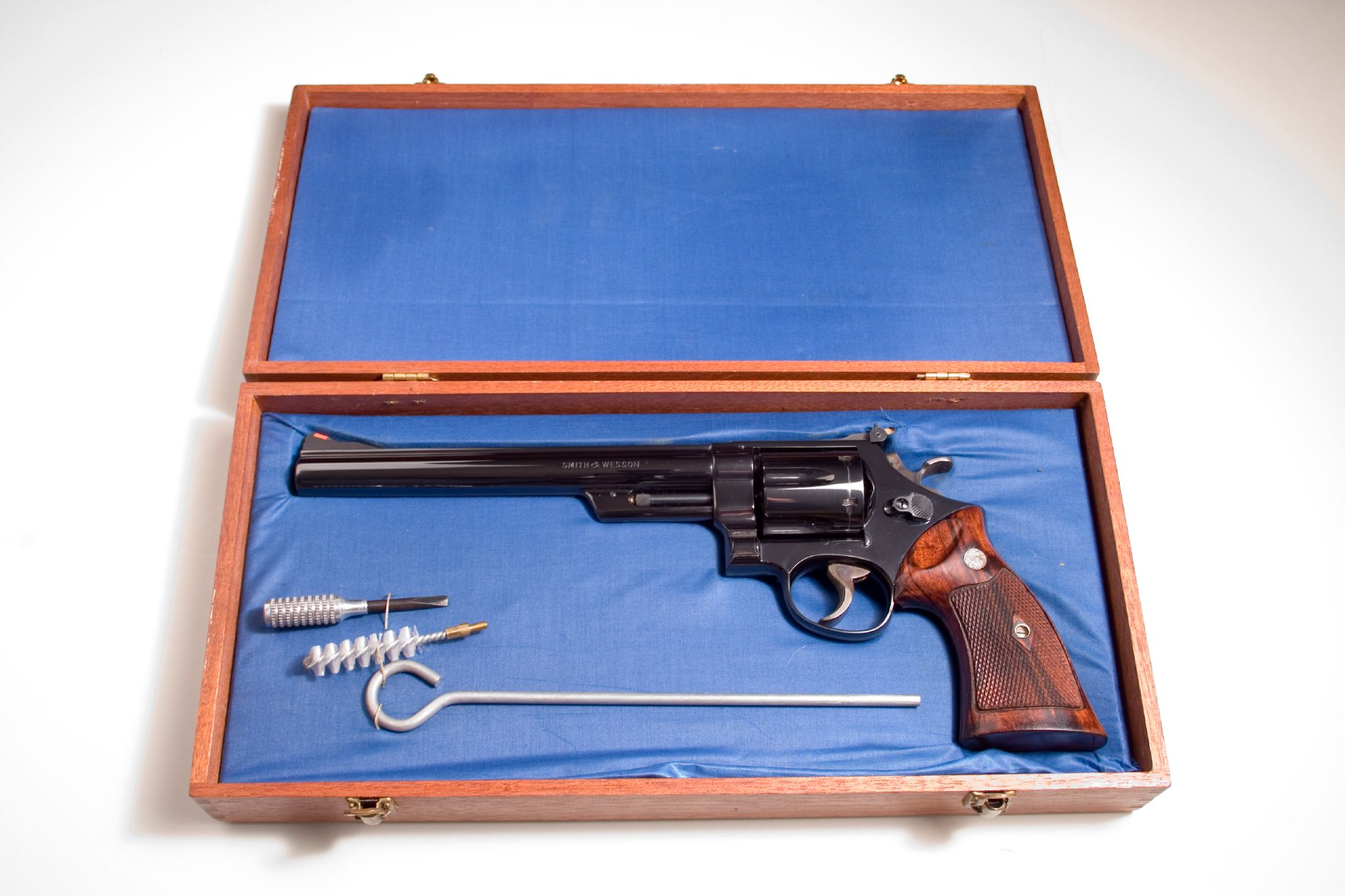
化粧箱に入ったM29とクリーニングキット

使用弾薬は、.44マグナム弾。.44スペシャル弾を使用する「M1950」を原型としている。1955年11月に発売された初期モデルでは、フレームのサイド・プレートを固定するスクリューが4本使用されていた。しかし、包底面近くにあるスクリューが発射の衝撃で折れることがあり、1956年にその部分が組み合わせ式に改められた。1960年後半、銃身長が4インチ、6.5インチの2モデルに8.375インチ銃身モデルが追加された（後年、6.5インチ銃身モデルは6インチ銃身付きに改められた）。
元々、.44スペシャル弾用に開発されたラージサイズフレームであるNフレームを採用しており、ワイドハンマー、セレーションの彫られたワイドトリガーを備えている。
この頃は、まだ弾薬の技術が未発達だったため、プライマーが破裂して、吹き出した高圧ガスで射手が怪我をする危険があった。こうしたことから、シリンダーの後端部は、弾薬がリムも含めて全体が入るように、一段低くなったカウンターボアードと呼ばれる仕様になっている。
グリップは木製で、角張ったスクエアバットと呼ばれる形状である。照準器だが、照門（リアサイト）は通称、Kサイトと呼ばれる上下左右に微調整可能なマイクロ・クロック型で、サイトレディアスのフレーム上面からバレル部までに反射防止用のセレーションが彫られている。
照星（フロントサイト）は抜き撃ちのし易い斜体形状のランプタイプで、レッド・インサート付きが標準仕様である。
なお、当時としてはもっとも威力が大きい拳銃であったため、従来、M19などに使われた通常の炭素鋼などでは耐えられない。

## 各モデル
基本モデルのM29では材質が、ブルーイング仕上げとニッケルメッキ仕上げのクロムモリブデン鋼製のモデルがそれぞれ存在する。

### M29マウンテンガン

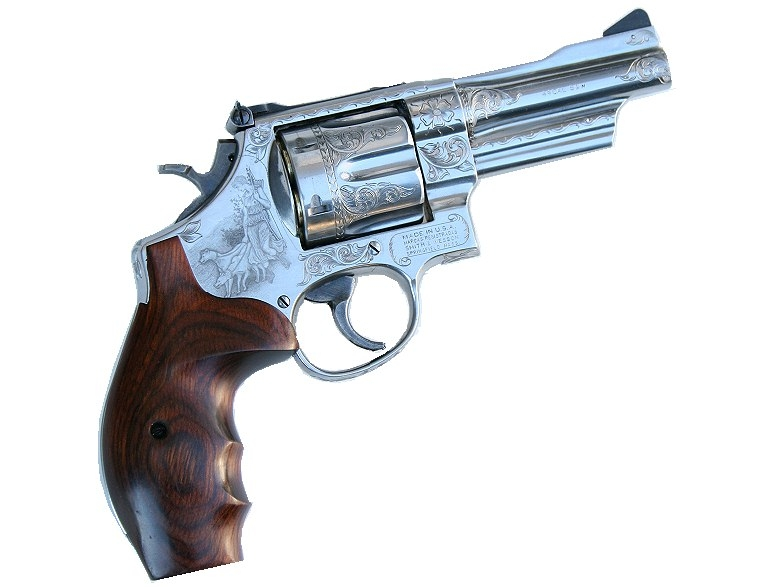
M629マウンテンガン

M27やM28の様な大型ランプタイプフロントサイト、テーパードバレルを備えた軽量モデル。同様の仕様のM629マウンテンガンも存在。

### M629

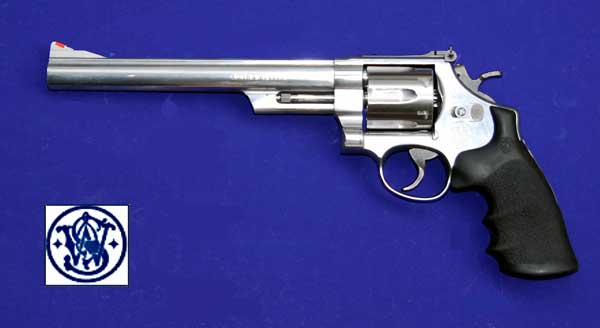
M629の8⅜銃身モデル

1978年に登場したステンレススチール製モデル。バレルのアンダーラグはM29と同仕様のものとフルラグバレルとなったクラシックというモデル、そして3インチバレルを備えたESというモデルが存在。

### PC M629 ハンター
ツートーン仕上げのステンレススチール製フレームを持つその名の通りの狩猟用モデルで、バレル上部の一体型ピカティニーレールやカスタムマズルブレーキ、ドーヴテイルドフロントサイトが備えられており、レッドドット、もしくはグリーンドットのオプティカルサイトも付属している。

### PC M629 ステルスハンター

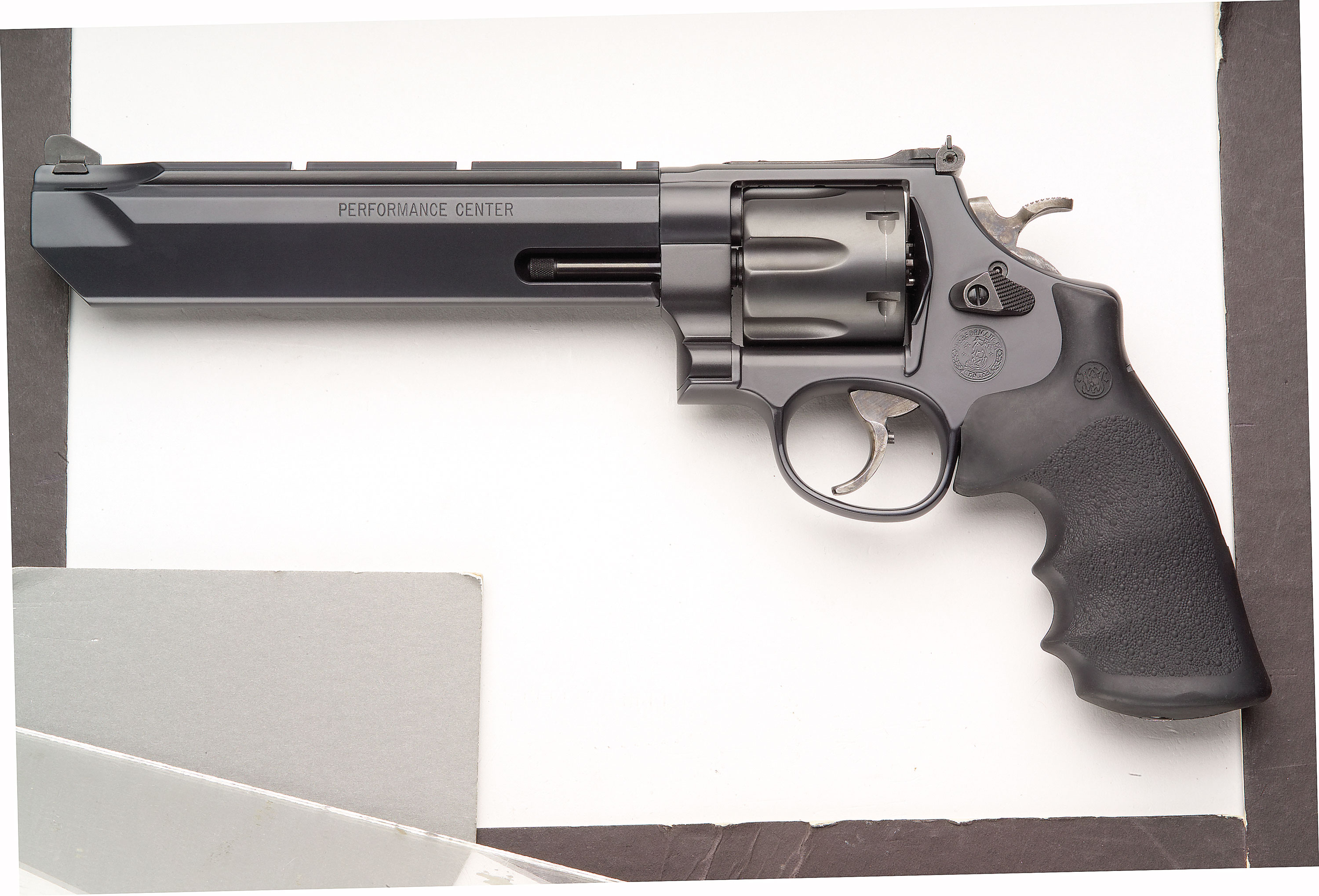
PC M629 ステルスハンター

マットブラック仕上げのステンレススチールフレームモデル。パワフルな外観の7.5インチマグナポーテッドバレルを備えている。通常のハンターとは異なり、オプティカルサイトは付属していない。

### M329
スカンジウム合金製のフレームとチタン製のシリンダーを組み合わせた軽量モデル。その他、S&Wパフォーマンス・センター製のカスタムモデルなどが存在する。発売当初はS&W社の最高級モデルであり、内側にベロアが張られたマホガニー製の化粧箱に入った状態で販売されていた。

## .44マグナム弾とM29
.44マグナム弾は、レミントン・アームズ社とスミス&ウェッソン社が共同開発した狩猟用弾薬で、既存の.44スペシャル弾のケース長を0.125インチ延長し、装薬容量を増加させたものである。.357マグナム弾が、158グレーン弾頭付きで銃口初速1,200 ft/s (366 m/s)に加速するのに対し、240グレーン弾頭を1,400–1,600 ft/s (427–488 m/s)で撃ち出す性能を有する。これは、.357マグナムの2倍、.45ACP弾の3倍の威力に相当する。北米では大口径拳銃を使用したハンドガン・ハンティングが盛んであり、中型獣から大型獣までをカバーできる性能を発揮できることを想定して開発された。それゆえに「対人用」として使用するには威力が大きすぎるため、米国では公的機関の執行官が携帯する武器としては禁止されていることが多い。M29は、.357マグナム、.44スペシャル、.45ACP(COLT)弾用の大型フレーム（Nフレーム）をベースに、.44マグナムの発射プレッシャーに対応できるよう熱処理が加えられた専用フレームを使用する。

## 「.44マグナム」の威力

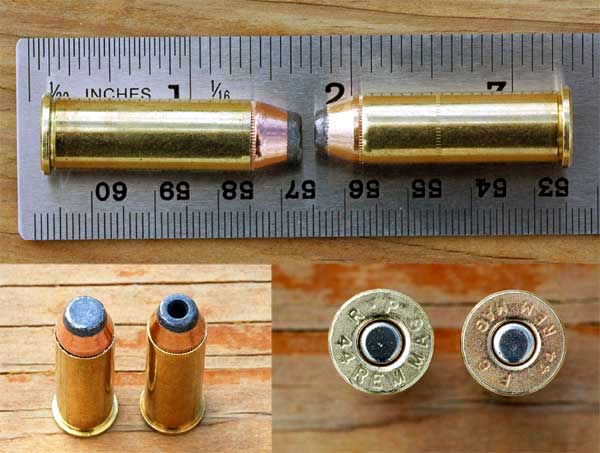
.44マグナム弾

近年、デザートイーグルやトーラス・レイジングブル、S&W M500の登場により、威力の面でワンランク下の弾薬であるとの見方をされているが、拳銃としては常識はずれの威力である。また、映画『ダーティハリー』で大柄なクリント・イーストウッド演じるハリー・キャラハンがしっかりと踏ん張って撃つシーンも、反動の強さを印象付けるのに一役買った。
また1971年の『ダーティーハリー』公開当時は先述のデザートイーグル等は開発されていなかった。更に.44マグナム弾より強力な.454カスール弾は存在したが当時はワイルドキャット・カートリッジであった（本弾が一般的になったのは90年代以降である）ことから、.44マグナム弾は量産される拳銃用弾薬の中では最も強力なものであった。従って、劇中でキャラハンがM29を「世界一強力な拳銃だ（"the most powerful handgun in the world"）」と説明するのは強ち誇張表現ではなかった。
「自動車のエンジンを撃ち抜くことができる」など、実際の性能を誇張した風聞が広まったが、これは.50BMG弾（12.7mm重機関銃M2やバレットM82の使用弾）などと同等のエネルギーを有する弾薬でなければ不可能である。『ダーティハリー』の劇中でも、実際は車そのものではなく乗員を狙って撃っている。
デザートイーグルの.50AE弾、スタームルガー・レッドホークやトーラス・レイジングブルの.454カスール弾、S&W M500の.500S&Wマグナム弾の登場以降には、世界最強の座を奪われている。なお、2007年1月現在における世界最強の拳銃用弾薬は.500S&W弾、自動拳銃弾に限れば.50AE弾である。

## 登場作品

### 映画
※製作年順。
『ダーティハリー』（1971年）
ハリー・キャラハン刑事の愛銃として6.5インチのブラックモデルがシリーズを通して登場する。M29は当初、使用弾薬が狩猟専用ゆえに一部のハンターなどだけに知られる、特殊用途拳銃であった。ところが、1971年にクリント・イーストウッド主演の映画『ダーティハリー』が公開されると、一躍世界中に知られる存在となった。撮影に使用されたM29は、ハリウッド近隣の銃砲店で入手できなかったのでプロデューサーが製造メーカーのS&W社へ製品提供の要請を行った、特別モデルであった。この映画で特に有名な台詞として "this is a 44 magnum, the most poweful handgun in the world, and would blow your head clean off." （この銃は、世界一強力な44マグナムだ。お前の頭なんかきれいに吹き飛ばせる。）があり、「世界最強の拳銃」=「S&W M29」であることを印象付けた。
『ダーティハリー』は、M29と.44マグナム弾を有名にしたと同時に、視聴者に多くの誤解も与えた。ハリー刑事が逃走する自動車に発砲して止めるシーンがあるが、正確にはフロントガラス内の犯人を撃っていることが拡大解釈され、「.44マグナム弾は自動車のエンジンブロックを撃ち抜ける」と信じられた（実際には不可能である）。映画『ビッグ・マグナム77』（原題：Blazing Magnum, 1976年、カナダ）のラストシーンでは飛行中のヘリコプターを撃ち落としているが、これも映画の過剰演出である。また、『ダーティハリー2』では同僚の警官に「.44マグナム弾は反動が大きく扱いにくいのではないか」と尋ねられたハリー刑事が、「（自分が使っているのは）軽装弾だから.357マグナム弾より扱いやすい」と答えるシーンがあるが、そのとおりにするには装薬量を大幅に減らす必要があり、.44スペシャル弾を使うのと変わらなくなるが「世界最強の拳銃」 (the most poweful handgun in the world) なのは変わりはない。
『2作目』からは本銃以外の武器で最後に犯人に引導を渡すのが恒例となり、『5作目』に至っては犯人のハーラン・ルックにサマンサ・ウォーカーを人質にされて本銃を奪われてハリー自らが撃たれるも、最後には弾が切れたところで捕鯨砲を手にしたハリーがルックに引導を渡した。
『007 死ぬのは奴らだ』（1973年）
6.5インチモデルのニッケルメッキ仕様のM29を使用（M629はまだ生産されていない）。ボンドがリボルバーをメインで使用するのは珍しく、『ダーティーハリー』の2年後に公開されたため、影響を指摘された。
『タクシードライバー』（1976年）
ロバート・デニーロが演じるトラビスが闇の売人から8-3/8インチモデルを購入。専用ホルスターを40ドルで買っている　またサービスとして38口径用のホルスターを貰っている。
『ビッグ・マグナム77』（1977年）
スチュアート・ホイットマンが演じるトニー・セイタ刑事が6.5インチモデルを愛用する。
『ドーベルマン刑事』（1977年）
千葉真一が演じる加納錠治の愛銃としてM29の8-3/8インチモデルが登場する。
『遊戯シリーズ』（1978年）
松田優作が演じる鳴海昌平の愛銃として8-3/8インチモデルが登場する。
『エクスタミネーター』（1980年）
ロバート・ギンティが演じる主人公の愛用銃として8-3/8インチモデルが登場。
『マッドマックス2』（1981年）
ケル・ニルソンが演じる暴走族の首領、ヒューマンガスが切り札として所持しているのが黒のスコープ付きの8-3/8インチモデルで、木製のグリップを除いてスコープ共々黒一色のM29。文明が荒廃し、銃や弾薬が貴重品となったためか、ヒューマンガスは普段は本銃と弾薬を専用のケースに収納し、中盤で主人公、マックス・ロカタンスキーが石油精製所のリーダーであるパッパガーロとの取引によって調達したトレーラーを運転して精製所へ運ぶ中、弾を1発だけ装填してからトレーラーのエンジン目がけて発砲した。これによってトレーラーはラジエーターを損傷して修理が必要となり、新天地である「太陽の楽園」へ向けて出発しようとしていたパッパガーロ達は修理が終わるまでの間足止めを余儀なくされた。後半でヒューマンガスは残りの弾を全て装填してからマックスが運転するトレーラーを再び銃撃するが、この時はトレーラーは修理だけでなく戦闘に備えて改造もされていたので有効打は与えられず、ジャイロ・キャプテンが駆るオートジャイロへも銃撃するが、こちらも有効打とはならなかった。
『48時間』（1982年）
ニック・ノルティが4インチモデルを冒頭使用する。
『テキサスSWAT』（1983年）
チャック・ノリスが演じる刑事の愛銃としてM629の6.5インチモデルが登場する。
『グーニーズ』（1985年）
アン・ラムジーが演じるフラッテリー一家の母親が6.5インチモデルを所持。
『レッドブル』（1988年）
アーノルド・シュワルツェネッガーが演じるモスクワ市警の警察官、イワン・ダンコー大尉が、アメリカで相棒となったシカゴ市警のアート・リジック刑事から「ダーティハリーも使ってる最強の拳銃」と紹介され、シルバーの6.5インチモデルを借りる。そして、終盤ではグルジア系マフィアのボスであるビクター・ロスタビリとの銃撃戦の末彼を射殺するが、直後に言ったのは「やはり銃はソ連製（ポドヴィリン）が良い」であった。
『裸の銃を持つ男シリーズ』（1988年）
キャスリーン・フリーマンが演じるミュリエルが6.5インチモデルを所持。
『ガンヘッド』（1989年）
斎藤洋介が演じるBバンガーのメンバー・ボクサーがバックアップとして6.5インチモデルを携帯している。
『ブルースチール』（1990年）
『必殺処刑コップ』（1993年）
ロス市警SISのボーン刑事がバックアップとしてM629の2.5インチモデルを使用。
『レオン (映画)』（1994年）
ノーマン・スタンスフィールド（ゲイリー・オールドマン）が使用する。
『沈黙の断崖』（1997年）
クリス・クリストファーソンが演じるオリン・ハンナが6.5インチモデルを所持しており、自身を逮捕しに来たスティーブン・セガール演じるジャック・タガートに奪い取られ、それで自身の肩を撃たれる。
『リターナー』（2002年）
岸谷五朗が演じるチャイニーズ・マフィア「劉グループ」幹部の日本人、溝口の愛銃としてヘビーバレルモデルが登場する。
『バイオハザードII アポカリプス』（2004年）
マッケンジーがM629を使用する。マッケンジーが死亡した後にジル・バレンタインに拾われ、使用される。
『シューテム・アップ』（2007年）
ローン・マン（グレッグ・ブリック）がM629を使用する。
『バイオハザードIII』（2007年）
チェイス・マラヴォイがサイドアームとして所持。メイン武器のL85が弾切れしたため使用する。
『バイオハザードV リトリビューション』（2012年）
アリス救出チームの1人、バリー・バートンがM629を使用する。潜水艦基地での戦闘では、本銃を使った不意打ちでクローンのワンを倒す。
『ワイルド・スピード EURO MISSION』（2013年）
『ゴースト・イン・ザ・シェル (映画)』（2017年）
荒巻大輔（ビートたけし）が使用する。

### テレビドラマ
※初回放送年順。
『俺たちの勲章』（1975年）
松田優作が演じる中野刑事の使用銃として6.5インチモデルが登場する。
『燃える捜査網』（1975年）
千葉真一が演じる大神史郎警部の愛銃としてM29の8-3/8インチモデルが登場する。
『太陽にほえろ!』（1976年）
沖雅也が演じる滝刑事（スコッチ）の愛銃として8-3/8インチモデルパックマイヤーグリップが登場する。また、又野誠治が演じる沢村刑事（ブルース）の愛銃として6.5インチモデルが登場する。
『華麗なる刑事』（1977年）
草刈正雄が演じる高村刑事の愛銃として6.5インチモデルが登場する。
『大都会 PARTIII』（1978年）
寺尾聰が演じる牧野刑事の愛銃として8-3/8インチモデルが登場する。
『西部警察』（1979年）
寺尾聰が演じる松田刑事の愛銃として8-3/8インチモデルが登場する。
『西部警察 PART-II』（1982年）
三浦友和が演じる沖田刑事の愛銃としてM29 6.5インチPPCカスタムモデルが登場する。
『西部警察 PART-III』（1983年）
柴俊夫が演じる山県刑事の愛銃としてM29 6.5インチPPCカスタムモデルが登場する。
『俺がハマーだ!』（1986年）
主人公、スレッジ・ハマーの愛銃としてM629 6インチモデルが登場する。愛称は「マギー」。
『あぶない刑事』（1987年）
仲村トオルが演じる町田刑事が4インチモデルを使う。
『ベイシティ刑事』（1987年）
藤竜也が演じる小池刑事の愛銃としてM29 センチネルアームズカスタムが登場する。愛称は「ジョン」。
『ザ・刑事』（1990年）
水谷豊が演じる矢島刑事が、ステンレスモデルのM629 4インチモデルを使用する。
『CSI:科学捜査班』（2011年）
第12シーズン「ゲッダの日記」に登場。

『SICK'S 〜内閣情報調査室特務事項専従係事件簿〜』　(2019年)
第拾話にM29 6インチモデルが登場。作中では「S&W 44マグナム ダーティハリー仕様」と呼ばれている。

### アニメ・漫画
※初回放送・出版年順。
『こちら葛飾区亀有公園前派出所』（1976年）
中川圭一巡査の愛銃として6.5インチモデルが登場する。
『ザ・ゴリラ』（1979年）
ゴリラこと姿雄一刑事が最も多用した愛銃として6.5インチモデルを使用。本編では一貫して「.44マグナム」の俗称で呼ばれている。
『シティーハンター』（1985年）
海坊主こと伊集院隼人がM629の6.5インチモデル、アニメではM29の6インチを使っている。
『砂の薔薇』（1989年）
テロリストが使用。
『デジモンアドベンチャー』（1999年）
ピノッキモンが使用
『拳銃神』（2000年）
『BLACK LAGOON』（2001年）
ラグーン商会のボス、ダッチの愛銃として6.5インチモデルが登場する。
『エンジェル・ハート』（2001年）
黒人ファルコンがM629の6.5インチモデル、アニメではM29の6インチを使っている。
『アクメツ』（2002年）
警官に扮した主人公、アクメツが「にゅ～なんぶ」と書かれた本銃を使用。
『ハヤテのごとく! CAN'T TAKE MY EYES OFF YOU』（2007年）
三千院紫子がシン・ハイエックを脅迫する際に取り出す。発砲はしない。
『人類は衰退しました』（2007年）
『SKET DANCE』（2007年）
『めだかボックス』（2009年）
宗像形が所持。デザートイーグルと共に二丁拳銃で構える。
『神さまのいない日曜日』（2010年）
『それでも町は廻っている』（2010年）
アニメOPにおいて、松田旬作が本銃を構えている。

また名探偵コナンでも一瞬だけウォッカが使用しているのが描かれている。

### オリジナルビデオ
※製作年順。
『クライムハンターシリーズ』（1989年）
主人公、ジョーカーの相棒刑事、アヒルがM29 センチネルアームズカスタムと、カスタムのクラシックハンターモデルを使用。

### 小説
※出版年順。
『EME』（2001年）
PC課エージェント・リーダー、白木の使用銃として6.5インチモデルのシルバーカスタムが登場する。

### ゲーム
※製作年順。
『バイオハザード3』（1999年）
ジル・バレンタインが5インチシルバーのM629 クラシックモデルを使用する。
『バイオハザード0』（2002年）
M29を改良した対B.O.W.用マグナムリボルバーとして登場（厳密にはトーラス・レイジングブル.454カスールモデルが近い）。
『バイオハザード アウトブレイク』（2003年）
選択可能な各キャラが使用。
『バーチャコップ3』（2003年）
M629がスペシャルウェポンとして登場する。貫通能力があり、当たり判定が他の銃と比べてやや大きい。
『サイレントヒル4 ザ・ルーム』（2004年）
サブキャラのリチャードの愛銃で、後に主人公のヘンリーが入手し使用することになる。
『アンチャーテッドシリーズ』（2007年）
シリーズ全4作に「Wes-44」という名称で登場し、サリーが愛用している。
『OPERATION7』（2008年）
Lv50で購入できる。
『Alliance of Valiant Arms』（2008年）
課金カプセル商店にて入手可能。サブ武器であり、リボルバーとしてはColt SAA・Colt Pythonに引き続き第3弾だが、S&W社のリボルバーとしては第1弾となる。ちなみに、威力はサブ武器の中で1番であるPythonを越え最大の威力を誇るが、射距離が短いため注意が必要。
『バイオハザード5』（2009年）
S&W M29の名称で登場。クリス・レッドフィールドとシェバ・アローマの使用武器。最も早く手に入り、改造すると装填数がマグナムの中で最も多い。
『Far Cry 3』（2013年）
「.44 Magnum」という名称でM629が登場。バレル、サイト、銃器の色などをカスタマイズできる。
『バイオハザード リベレーションズ2』（2015年）
「MG-MODEL329」の名称で登場、クレア・レッドフィールドが本編で使用。